# Amphimedon micropora
Amphimedon micropora är en svampdjursart som först beskrevs av Addison Emery Verrill 1907.  Amphimedon micropora ingår i släktet Amphimedon och familjen Niphatidae.
Artens utbredningsområde är Bermuda. Inga underarter finns listade i Catalogue of Life.